# Šen-čou 4
Šen-čou 4 (čínsky pchin-jinem Shénzhōu sìhào, Shénzhōu 4, znaky zjednodušené 神舟四号; česky Božská loď 4) byl let se dvěma figurínami na lodi Číny. Let se uskutečnil v roce 2002. Návratový modul přistál v oblasti vnitřního Mongolska.